# Crime (gruppo musicale)
Crime sono un gruppo punk rock statunitense originario di San Francisco formato nel 1976 da Johnny Strike (voce e chitarra), Frankie Fix (chitarra), Ron "The Ripper" Greco (basso; ex-Chosen Few/Flamin' Groovies) e Ricky James (batteria).
Sono stati, insieme ai newyorchesi Testors, tra i progenitori dell'hardcore punk, nonché uno dei più importanti gruppi punk americani dell'epoca, sebbene non siano mai riusciti a confezionare un album vero e proprio ma solo raccolte di singoli.

## Storia del gruppo
Il loro disco di debutto, un doppio a-side autofinanziato intitolato Hot Wire My Heart/Baby You're So repulsive, è uscito alla fine del 1976 ed è probabilmente il primo singolo della scena punk degli U.S.A.. Negli anni successivi i Crime hanno cambiato formazione due volte: Ricky James ha lasciato il gruppo ed è stato rimpiazzato da Brittley Black nel 1977. Black è stato a sua volta sostituito da Hank Rank nel 1978, ma è ritornato nel gruppo per l'uscita di Maserati nel 1980, anno in cui il gruppo si è sciolto. Nel 2004 la Swami Records ha prodotto una nuova edizione di San Francisco's Doomed.
Nel 1979 i Crime si esibirino nello storico concerto al penitenziario statale di San Quentin in California, dove suonarono davanti a un pubblico di prigionieri del carcere.
Erano soliti indossare divise da poliziotti nei loro show. Celebre è anche la loro rivalità con un altro gruppo punk di San Francisco, The Nuns.
I Sonic Youth hanno registrato una cover di Hot Wire My Heart sul loro album Sister. Questo ha risollevato l'interesse del gruppo, permettendogli di riformarsi per i concerti negli U.S.A e in Europa nel 2005 e ci sono piani per un nuovo album prodotto da Swami Records. Nel 2005 i Crime hanno suonato come headliner al festival punk di Roma "Road to ruins" davanti a una folta schiera di appassionati.
Nel 2008 hanno pubblicato un nuovo album di rarità e di vecchio materiale mai pubblicato chiamato "Exalted master", disponibile solamente in LP

## Formazione

### Formazione attuale
- Johnny Strike - voce, chitarra
- Frankie Fix - chitarra
- Ron "The Ripper" Greco - basso
- Hank Rank - batteria

### Ex componenti
- Ricky James - batteria
- Brittley Black - batteria

## Discografia
- 1976 - Hot Wire My Heart / Baby You're So Repulsive (7")
- 1977 - Murder by Guitar / Frustration (7")
- 1980 - Maserati / Gangster funk (7")
- 1991 - San Francisco's Doomed (LP)
- 1993 - Terminal Boredom (live bootleg) (LP)
- 1994 - Hate Us Or Love Us, We Don't Give a Fuck (LP)
- 2004 - San Francisco's Still Doomed (CD)
- 2007 - Exalted Masters